# Міграція банту
Міграція банту — розселення чорношкірих землеробських народів, що говорять мовами банту в Центральній і Південній Африці. У процесі розселення банту вони повинні були зіткнутися з опором споконвічних мешканців цього регіону. Ймовірно, чималу їх частину складали носії койсанських мов, які в основному були відтіснені в бідні землі південно-західної Африки, які не підходили для інтенсивного землеробства і тому даремні для банту. До нащадків добантуського населення Африки відносяться також пігмеї, які тепер в основному перейшли на мови банту. Міграція була викликана переходом бантумовнних народів на новий технологічний рівень, що полягає в освоєнні землеробства і кераміки.

## Прабатьківщина
У питанні про прабатьківщину банту найбільш поширена ґрунтується на лінгвістичних міркуваннях точка зору Дж. Грінберга, згідно з якою народи банту спочатку були розселені на сході нинішньої Нігерії і в Камеруні (долина річки Бенуе).

## Первісне розселення
Ряд дослідників вважає, що банту розселялися в першу чергу вздовж західного берега континенту, по західному кордоні тропічних лісів, а менша за розміром група вирушила на схід по північному краю лісів, а потім повернула на південь. Західна група сформувала своєрідне «ядро» в пониззі Конго, міграції з якого і сприяли заселенню саван і височин Східної Африки.
Інша гіпотеза припускає, що північний шлях міграції був чільним і що досить велика група банту пізніше переселилася з району Великих Африканських озер, утворивши «конголезьке ядро» (або злившись з ним), з якого і відбувалося заселення Східної та Південної Африки. У будь-якому випадку необхідно розрізняти західну (або північно-західну) або східну (східно-центральну) групи, оскільки саме на цей поділ вказують лінгвістичні дані.

## Причини розселення

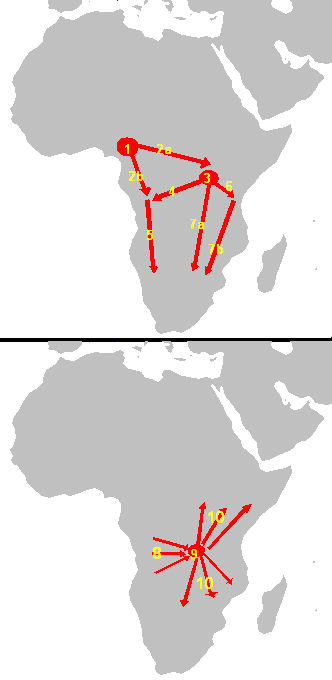
Одна з гіпотез про розселення банту:
1 — 3000-1500 рр. до н. е. — Прабатьківщина банту
2 — 1500 до н. е. — Початок розселення
2a — розселення східних банту, 2b — розселення західних банту
3 — 1000—500 рр. до н. е. — Епоха Уреве
4-7 — подальші міграції на південь
9 — 500-0 рр. до н. е. — Конголезьке ядро
10 — 0-1000 рр. н. е. — Остання фаза розселення

Згідно з дослідженнями Я. Вансіни, зіставлення прабантуської лексики (де відображаються, зокрема, землеробська термінологія і лексика, пов'язана з виробництвом кераміки) з археологічними даними про поширення кераміки та таких видів сільськогосподарської діяльності, як виробництво пальмової олії і вирощування ямса (але не злаків), дозволяє визначити, що міграція банту із Західної Африки почалася після появи землеробства і глиняного посуду в цьому регіоні. Археологічні дані вказують, що це сталося не пізніше 3000-2500 р до н. е., і цим часом зазвичай і датують початок міграції банту. Після переселення прабанту в степові райони Камеруну їх мова збагатилася додатковою землеробською термінологією, а також лексикою, пов'язаної зі скотарством (зокрема, розведенням кіз і корів), рибальством і суднобудуванням.

## Хронологія розселення
- X століття до н. е. — банту досягають території Великих озер. У цьому районі близько 1000 р. до н. е. е. з'являються перші свідоцтва про вирощування злаків (сорго), інтенсивне скотарство, а з 800 р. до н. е. е. — і обробки металів, зокрема заліза (Руанда і Танзанія), що відбивається в прамові східних банту (але не в прабанту). Цілком можливо, що ці інновації пов'язані з контактами банту і ніло-сахарських народів долини Верхнього Нілу, які досягли цієї стадії значно раніше. Ймовірно, саме бантуською була так звана культура Уреве, що належить до залізної доби і поширена в районі східноафриканських Великих озер. Інтенсивне підсічно-вогневе землеробство і необхідність добування деревного вугілля для виробництва заліза призвели до значного скорочення площі лісів в цьому регіоні.
- V столітті до н. е. банту досягли низів Конго. У той час банту ще не знали обробки металів.
- I ст. до н. е. — заселення нинішніх Анголи, Малаві, Замбії і Зімбабве.
- I століття — заселення Мозамбіка.
- Близько V століття — проникнення на Мадагаскар.
- VI століття — заселення території сучасної ПАР.